# Elisabeth Janstein
Elisabeth Jenny von Janstein (geboren als Elisabeth Jenny Janeczek 19. Oktober 1893 in Iglau, Österreich-Ungarn; gestorben 31. Dezember 1944 in Winchcombe, Borough of Tewkesbury, England) war eine österreichische Dichterin und Journalistin.

## Leben
Elisabeth Jenny Janeczeks Vater Julius Janeczek war Gendarmeriekommandant an wechselnden Standorten in Österreich-Ungarn, seit der Pensionierung als Oberstleutnant 1914 lebte er in Graz. Er änderte während des Ersten Weltkriegs 1916 den Familiennamen in Janstein und wurde 1917 in den Adelsstand erhoben, mit den Adelsaufhebungsgesetzen 1918/1919 in Österreich und der Tschechoslowakei wurden ihm und seiner Familie der Adelstitel wieder entzogen. Janeczek/Janstein arbeitete im Dezember 1914 als Postaspirantin und Telefonistin im Post- und Telegrafenamt Wien. Janstein publizierte ihre ersten literarischen Beiträge in der Grazer Tagespost. Der Ed. Strache Verlag veröffentlichte 1918 neun ihrer Gedichte in der Anthologie Die Botschaft und publizierte 1919 ihren ersten Lyrikband. Emil Alphons Rheinhardt lektorierte 1921 ihr drittes Buch Die Landung im Münchner Drei Masken Verlag.

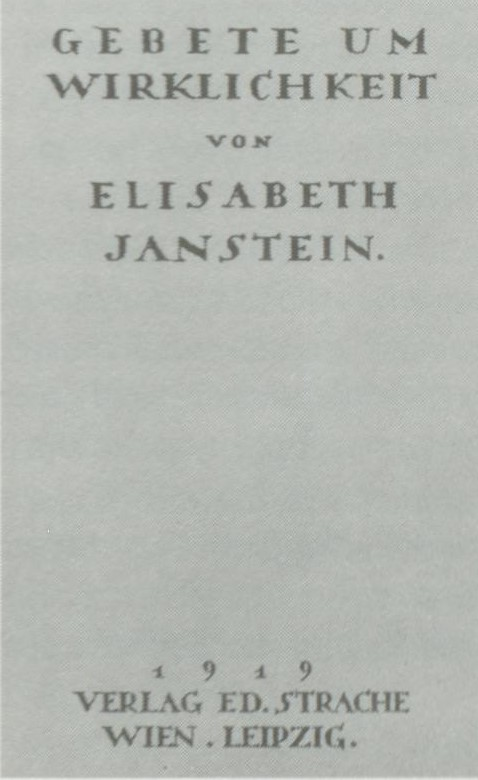
Gebete um Wirklichkeit (1919)

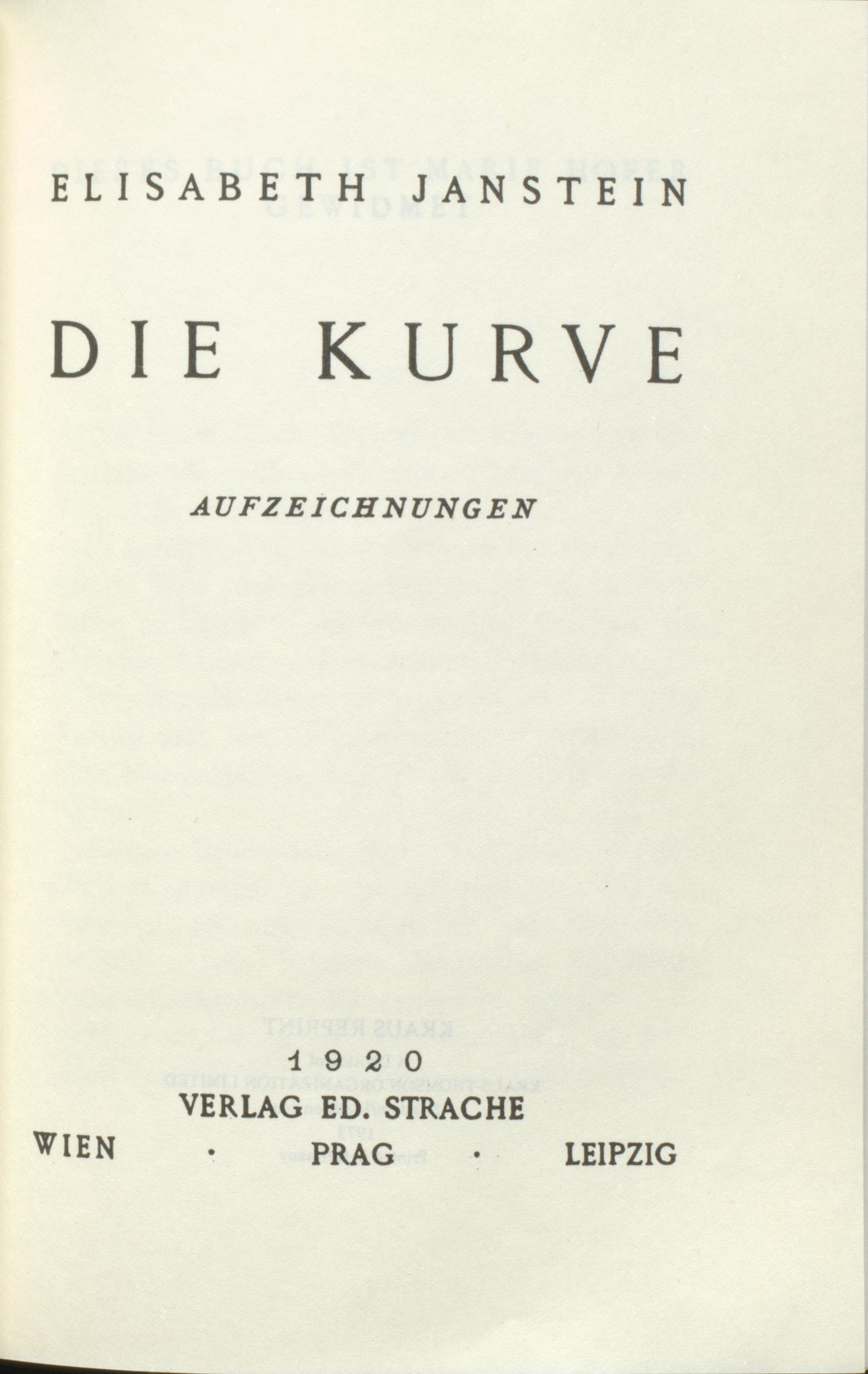
Die Kurve (1920)

Janstein befreundete sich mit Felix Braun und dessen Schwester Käthe Braun-Prager und kam in Wien in den Kreis um Eugenie Schwarzwald. Sie wandte sich beruflich dem Journalismus zu und schrieb für das Prager Tagblatt und verschiedene österreichische und deutsche Zeitungen. Sie ging als Korrespondentin für die Neue Freie Presse nach Paris. Janstein war seit 1925 Mitglied der Journalistengewerkschaft Organisation der Wiener Presse und war ständige Delegierte bei der Fédération Internationale des Journalistes und zwei Jahre lang deren Vizepräsidentin. Sie passte sich den 1934 gewandelten politischen Verhältnissen in Österreich an und wurde 1936 wegen ihrer feindseligen Haltung gegenüber exilierten Journalisten von Georg Bernhard scharf kritisiert. Nach dem Anschluss Österreichs 1938 gerieten ihre Artikel unter die Zensur der Nationalsozialisten, und sie beschloss, nach England zu reisen und ihre Habe mitzunehmen. Zu Kriegsbeginn war sie als Reichsdeutsche für sechs Wochen im Frauengefängnis Holloway inhaftiert und schrieb ein Tagebuch.
Janstein kam danach bei Winifred Montford in Winchcombe unter und arbeitete an einem autobiografischen Familienroman Die Korwins. Janstein litt seit ihrer Kindheit an Leber- und Gallenkomplikatonen und starb nach einer erfolglosen Operation.
Winifred Montford und Martina Wied bemühten sich noch einige Zeit um die postume Publikation des Gefängnistagebuchs oder des Romans, dessen Manuskript schließlich verlorenging.

## Werke
- Gebete um Wirklichkeit. Gedichte. Strache, Wien, Leipzig 1919.
- Die Kurve. Aufzeichnungen. Wien : Eduard Strache, 1920
- Die Landung. Gedichte. Drei Masken Verlag, München 1921.